# Joseph-François Dailly
Pour les articles homonymes, voir Dailly (homonymie).
Joseph-François Dailly, né le 6 août 1837 à Paris et mort le 28 mars 1897 à Courbevoie, est un acteur français.

## Biographie
Né le 6 août 1837 au no 9 de la place du Marché-Saint-Jean, Joseph-François Dailly est le fils d'Athalie Dailly, née Robert, rempailleuse de chaises, et de Charles-Michel Dailly, tourneur.
Ouvrier typographe, Dailly ne joue d'abord la comédie qu'en amateur. C'est donc sur les planches d'une scène d'essai pour aspirants-acteurs, le petit théâtre Molière (qui venait de quitter le passage homonyme pour celui du Saumon), que le jeune homme fait ses débuts, le 6 février 1860, dans Un Monsieur tout seul. Il est engagé l'année suivante au théâtre Déjazet, où son salaire mensuel passe de 30 à 40 francs avant d'atteindre 250 francs quand le comédien se fait remarquer en remplaçant Raynard dans le rôle de Chabannais dans Les Chevaliers du pince-nez.
Il participe activement à la Commune de Paris en exerçant les fonctions de commissaire de police, adjudant-major à l'état-major de l'école de guerre puis à l'état-major du champs de Mars. Il sera arrêté le 25 octobre 1872 comme communard. A ce titre, il possède un dossier au Service Historique de la Défense (8 J 30).
Après la Commune, Dailly quitte Déjazet pour jouer aux Variétés (1871) puis au Château-d'Eau (1871-1874), où il est remarqué par la critique pour son rôle dans Aristophane à Paris et obtient des succès comme comique dans plusieurs autres pièces. En 1875, à Lyon, il incarne Passepartout dans Le Tour du monde en quatre-vingts jours. La même année, il entre à la Renaissance, où il crée le rôle de Montefiascone dans La Petite Mariée. Il passe ensuite à nouveau aux Variétés, aux Folies-Dramatiques et aux Menus-Plaisirs en 1877. L'année suivante, il joue à la Gaîté, à Bordeaux puis aux Nouveautés.
En 1878, Henri Chabrillat l'engage à l'Ambigu, où il remporte un immense succès en créant le rôle de Mes-Bottes dans l'adaptation de L'Assommoir, le 18 janvier 1879.
Dans les années 1880 puis 1890, il se produit sur les planches de plusieurs théâtres parisiens tels que le Palais-Royal, le Châtelet, la Porte-Saint-Martin et le Gymnase.
Veuf en premières noces de Zoé-Catherine Petitjean, il épouse en secondes noces la comédienne Céline Bévalet en 1894.

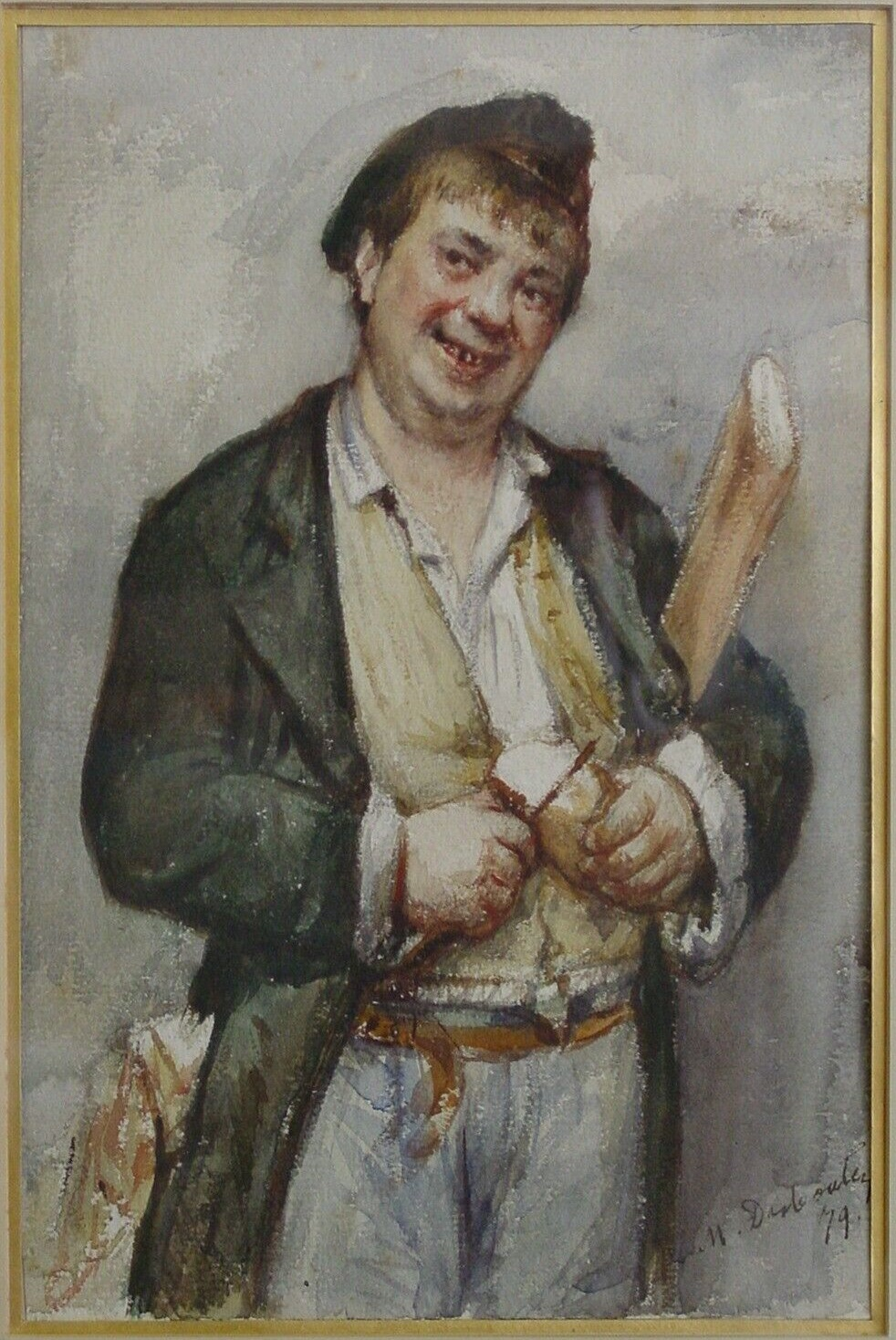
Dailly, dans le rôle de Mes-Bottes, par Marcellin Desboutin (1879).
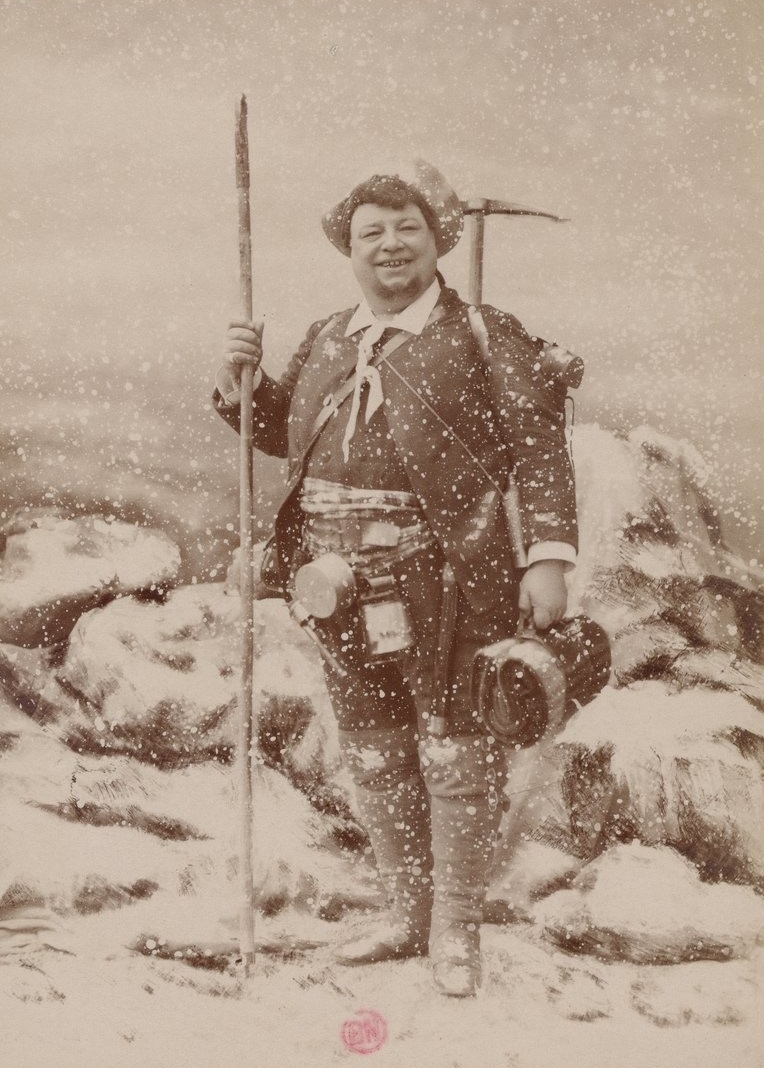
Dailly dans le rôle-titre de Tartarin sur les Alpes (Gaîté, 1888).
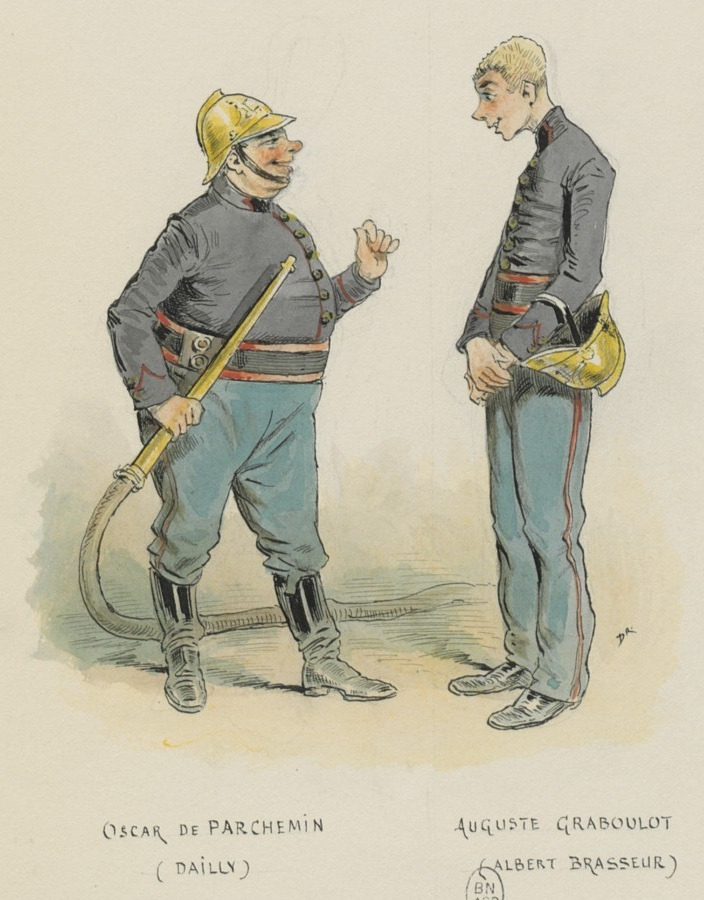
Dernier rôle de Dailly, face à Albert Brasseur dans Le Pompier de service. Dessin de Draner (1897).
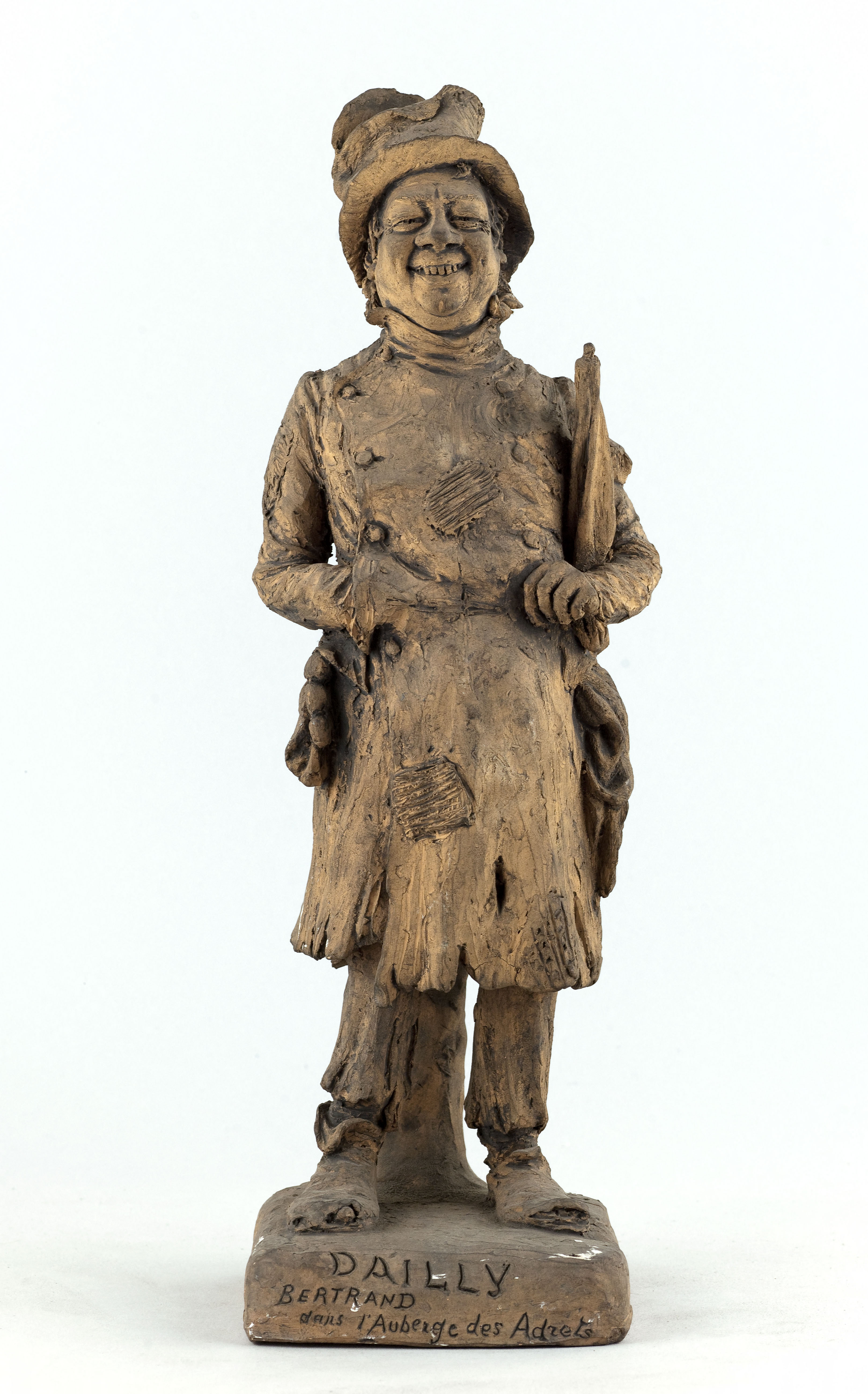
Par Charles Kotra.

Malade du cœur et souffrant de diabète, Dailly est opéré d'une hernie ombilicale étranglée le 27 mars 1897. Il meurt le lendemain d'une embolie cérébrale en son domicile du 82-bis rue de Bécon, à Courbevoie. Il est inhumé le 30 mars au cimetière d'Asnières.